# جيكاس ماجوركينيس
جيكاس ماجوركينيس (باليونانية: Γκίκας Μαγιορκίνης) طبيب يوناني متخصص في علم الأمراض السريري وأستاذ مساعد في علم الصحة وعلم الأوبئة في قسم علم الصحة، علم الأوبئة والإحصاءات الطبية من جامعة كابوديستريان الوطنية أثينا في أثينا، اليونان.

## السنوات المبكرة
ولد جيكاس ماجوركينيس وترعرع في بيرايوس وكان طالبًا مع مرتبة الشرف في المدرسة، بينما حصل على جوائز في المسابقات الوطنية اليونانية للفيزياء (الجائزة الثانية، 1997) والكيمياء (الجائزة الخامسة، 1997). تم قبوله في كلية الطب بجامعة أثينا في عام 1997، بعد أن حصل على أعلى الدرجات في كل اليونان في امتحانات القبول بالجامعة اليونانية.

## التعليم
تخرج ماجوركينيس من كلية الطب في عام 2004 ثم حصل على درجة ماجستير العلوم في الإحصاء الحيوي. حصل على درجة الدكتوراه في كلية الطب في جامعة أثينا وكانت أطروحته بعنوان «التطور الجزيئي للفيروسات البشرية - تطبيقات في علم الأوبئة الجزيئي». اكتمل تدريبه الطبي مع إقامات في علم الأمراض السريرية في ثلاثة مستشفيات بأثينا، وهي «أندرياس سينجروس» و «لايكو» و «مستشفى الجيش العام 401».

## المسار المهني
من عام 2010 إلى عام 2017 كان باحثًا لما بعد الدكتوراه (2010-2011)، وزميل ماري كوري (2011-2012)، وزميل عالم إكلينيكي بمجلس البحوث الطبية (2013-2017) ومحاضر أبحاث جامعية (2014-2017) في جامعة أكسفورد، بينما كان من 2013 إلى 2017 عمل كمستشار شرفي في علم الفيروسات الطبية في قسم مراجع الفيروسات في الصحة العامة في إنجلترا في كوليندال، لندن. ثم أصبح محاضرًا وبعد ذلك أستاذًا مساعدًا في علم الصحة وعلم الأوبئة في قسم علم الصحة وعلم الأوبئة والإحصاءات الطبية في جامعة كابوديستريان الوطنية في أثينا. منذ عام 2020، عمل في لجنة خبراء الصحة العامة بوزارة الصحة ويحل محل البروفيسور سوتيرس تسيودراس في جلسات الإحاطة العامة حول جائحة COVID-19 عندما غاب الدكتور تسيودراس.

## تفوق

### الجوائز
- عام 2012: جائزة «ماري كوري» في فئة «المواهب البحثية الواعدة»[9]
- عام 2011: جائزة "Ioannis Vlysidis"، أكاديمية أثينا[10]

### الزمالات
حصل الدكتور ماجوركينيس على عدة زمالات من أهمها:
- زمالة عالم الأطباء، مجلس البحوث الطبية، المملكة المتحدة

- زميل باحث مبتدئ، كلية سانت كروس، جامعة أكسفورد

- زمالة ماري كوري داخل أوروبا، المفوضية الأوروبية

وهو عضو في المجلس الطبي العام بالمملكة المتحدة، والجمعية الطبية بأثينا، وزميل الكلية الملكية لأخصائيي علم الأمراض والجمعية الملكية للطب. للدكتور ماجوركينيس أكثر من 60 منشورًا في مجلات علمية محكمة، منها مجلة نيو إنجلاند للطب ولانسيت للأمراض المعدية. غالبًا ما قدمت وسائل الإعلام الدولية دور الدكتور ماجوركينيس، وله إشارة إلى الواشنطن بوست والجارديان ويورونيوز وغيرها.

## نقد
في منشور على صفحته على الفيسبوك يوم السبت 29 أغسطس 2020، استخدم الدكتور ماجوركينيس رسمًا تخطيطيًا لإظهار أن الفصل الدراسي الذي يضم 25 تلميذاً يمثل خطرًا أكبر بنسبة 4٪ لتشتت فيروس كورونا المرتبط بالمتلازمة التنفسية الحادة الشديدة النوع 2 مقارنة بفصل مكون من 15 طالبًا. علاوة على ذلك، أكد أن الحل الذي يتضمن فصولًا أصغر من شأنه أن يشكل خطرًا أكبر على اختصاصيي التوعية، لأنه سيعني تقريبًا ضعف التعرض لحالات الإصابة المحتملة. شكك المتخصصون في رأيه على نطاق واسع، بينما أعرب خبراء طبيون في نفس الوقت عن آراء متضاربة مثل أستاذ علم الأوبئة في جامعة أثينا، الدكتورة أثينا لين، وأستاذ علم الوراثة بجامعة جنيف الدكتور مانوليس ديرميتزاكيس. أوضح الدكتور ديرميتساكيس عدم موافقته من خلال الرد على الدكتور ماجوركينيس بأن النموذج الذي استخدمه كان خاطئًا، حيث أنه في فصل مكون من 25 تلميذًا، هناك احتمال أكبر أن يكون الطفل مصابًا بفيروس SARS-CoV-2، بالإضافة إلى احتمال إصابة الطفل بالسارس. ينشر الفيروس إلى أفراد أكثر من فئة 15 تلميذًا.